# Jan Matuštík
Jan Matuštík (3. května 1955, Uherské Hradiště – 23. března 2009) byl československý fotbalista, obránce.

## Fotbalová kariéra
Vyrůstal v Ostrožské Lhotě, s fotbalem začínal v 10 letech v SK Ostrožská Lhota, v dorosteneckém věku už nastupoval i za muže. Před vojnou hrál za Spartak Uherský Brod, na vojně za VTJ Tachov. Po vojně hrál druhou ligu za ŽD Bohumín. V roce 1979 hrál první ligový zápas za Baník Ostrava. Po odchodu z Baníku Ostrava hrál za TŽ Třinec, ČSK Uherský Brod a TJ Vlčnov. S Baníkem Ostrava získal v sezónách 1979-1980 a 1980-1981 dvakrát ligový titul. V Poháru mistrů evropských zemí si zahrál v dresu Baníku Ostrava proti Bayernu Mnichov a také Dynamu Kyjev.

## Ligová bilance
| Ročník                                   | Zápasy | Góly | Klub          |
| ---------------------------------------- | ------ | ---- | ------------- |
| Česká národní fotbalová liga 1978/79     | -      | -    | ŽD Bohumín    |
| 1. československá fotbalová liga 1979/80 | 7      | 0    | Baník Ostrava |
| 1. československá fotbalová liga 1980/81 | 16     | 0    | Baník Ostrava |
| 1. československá fotbalová liga 1981/82 | 19     | 0    | Baník Ostrava |
| Česká národní fotbalová liga 1982/83     | 10     | 0    | TŽ Třinec     |
| CELKEM 1. liga                           | –      | 0    |               |